# Morrisonville (Illinois)
Morrisonville es una villa ubicada en el condado de Christian en el estado estadounidense de Illinois. En el Censo de 2010 tenía una población de 1056 habitantes y una densidad poblacional de 393,94 personas por km².

## Geografía
Morrisonville se encuentra ubicada en las coordenadas 39°25′18″N 89°27′32″O / 39.42167, -89.45889. Según la Oficina del Censo de los Estados Unidos, Morrisonville tiene una superficie total de 2.68 km², de la cual 2.68 km² corresponden a tierra firme y (0%) 0 km² es agua.

## Demografía
Según el censo de 2010, había 1056 personas residiendo en Morrisonville. La densidad de población era de 393,94 hab./km². De los 1056 habitantes, Morrisonville estaba compuesto por el 98.48% blancos, el 0.57% eran afroamericanos, el 0.28% eran amerindios, el 0% eran asiáticos, el 0% eran isleños del Pacífico, el 0.38% eran de otras razas y el 0.28% pertenecían a dos o más razas. Del total de la población el 0.85% eran hispanos o latinos de cualquier raza.